# Nendovisslare
Nendovisslare (Pachycephala ornata) är en fågel i familjen visslare inom ordningen tättingar.

## Utseende och läte
Hane nendovisslare är en färgglad fågel med guldgult på buken, svart på huvudet och i ett bröstband och rent vit strupe. Vingarna är guldgula och stjärten svart. Honan är mycket mer färglös, med olivbrun ovansida, gul undersida, ljus strupe och brunt bröst. Bland lätena hörs serier med utspridda tunna visslingar. 

## Utbredning och systematik
Fågeln förekommer enbart på öarna Nendo, Reef och Duff i norra Santa Cruzöarna. Den behandlades tidigare som en underart till Pachycephala vanikorensis, men urskiljs sedan 2024 som egen art.

## Levnadssätt
Nendovisslare hittas i de flesta miljöer, men undviker bebyggelse.

## Status
IUCN erkänner den inte som art, varför den inte placeras i någon hotkategori.